# Валгусы
В Инзенском районе Ульяновской области есть село Валгуссы.
Ва́лгусы — село в Бутурлинском районе Нижегородской области России.  В рамках организации местного самоуправления входит в состав Бутурлинского муниципального округа, в рамках административно-территориального деления — в состав  Большебакалдского сельсовета.

## География
Находится на юге центральной части Нижегородской области, в зоне хвойно-широколиственных лесов, при автодороге 22Н-0054, на левом берегу реки Пьяны.

### Климат
Климат характеризуется как умеренно континентальный, с относительно тёплым летом и холодной, продолжительной и малоснежной зимой. Среднегодовая температура — 3,2 °C. Средняя температура воздуха самого тёплого месяца (июля) — 18,8 °C (абсолютный максимум — 36 °C); самого холодного (января) — −12,4 °C (абсолютный минимум — −44 °C). Среднегодовое количество атмосферных осадков составляет 500—550 мм. Устойчивый снежный покров устанавливается, как правило, в третьей декаде ноября и держится в среднем 154 дня.

## История
На территории села находились селения Большие Валгусы и Малые Валгусы Бакалдской волости Княгининского уезда.

## Население
| 1999 | 2002 | 2010 |
| ---- | ---- | ---- |
| 476  | ↗480 | ↗510 |

## Инфраструктура
Личное подсобное хозяйство с зоной сельскохозяйственного использования, индивидуальная застройка усадебного типа.
Основа экономики — сельское хозяйство.
Валгусский ФАП, Хлебозавод.

## Транспорт
Автобусное сообщение. Остановка общественного транспорта «Валгусы». 